# .post
.post — общий домен верхнего уровня для почтовых организаций.

## Спонсор
Спонсором домена .post является Всемирный почтовый союз.

## История
Создание домена планировалось уже в 2005 году, однако ICANN заключила соглашение о спонсорстве только осенью 2009 года. Домен .post был добавлен в список IANA 8 августа 2012 года.